# Jozef Stümpel
Jozef Stümpel (ur. 20 lipca 1972 w Nitrze) – słowacki hokeista, reprezentant Słowacji, trzykrotny olimpijczyk.

## Kariera klubowa
- AC Nitra (1988-1991)
- Kölner EC (1991-1992)
- Boston Bruins (1992-1994)
  -  Providence Bruins (1992-1994)
- Kölner EC (1994-1995)
- Boston Bruins (1995-1997)
- Los Angeles Kings (1997-2000)
- Slovan Bratysława (2000)
- Los Angeles Kings (2000-2001)
- Boston Bruins (2001-2003)
- Los Angeles Kings (2003-2004)
- Slavia Praga (2004-2005)
- Boston Bruins (2005-2008)
- Barys Astana (2008-2010)
- Dynama Mińsk (2010-2011)
- Spartak Moskwa (2011)
- HK Nitra (2011)
- Kärpät (2011-2012)
- HK Nitra (2012-2016)
- HK Dukla Trenczyn (2016)
- MHk 32 Liptowski Mikułasz (2016-)

Jozef Stümpel jest wychowankiem klubu HK Nitra. Tuż przed końcem 2011 roku Spartak Moskwa rozwiązał z nim umowę (razem z nim odszedł jego rodak Marcel Hossa). Od tego czasu występował w Finlandii. 10 września 2012 roku powrócił do macierzystego klubu z Nitry). Od połowy lutego 2016 zawodnik Dukli Trenczyn. Na początku września 2016 został zawodnikiem MHk 32 Liptowski Mikułasz.

## Kariera reprezentacyjna
W barwach juniorskiej reprezentacji Czechosłowacji wystąpił na mistrzostwach świata do lat 18 w 1990, a rok później na turnieju do lat 20 w barwach Czechosłowacji (dwukrotnie brązowy medal). Jako senior został reprezentantem Słowacji. Uczestniczył w turniejach Pucharu Świata 1996, 2004, mistrzostw świata w 1997, 1998, 2002, 2003, 2004, 2005, 2011, 2013 oraz na zimowych igrzyskach olimpijskich 2002, 2006 i 2010.
Był oficjalnymi ambasadorem turnieju mistrzostw świata 2011, które odbyły się na Słowacji.

## Sukcesy
Reprezentacyjne
- Brązowy medal mistrzostw świata juniorów do lat 18: 1990 z Czechosłowacją
- Brązowy medal mistrzostw świata juniorów do lat 20: 2000 z Czechosłowacją
- Złoty medal mistrzostw świata: 2002 ze Słowacją
- Brązowy medal mistrzostw świata: 2003 ze Słowacją

Klubowe
- Złoty medal mistrzostw Niemiec: 1995 z Kölner Haie
- Srebrny medal mistrzostw Słowacji: 2014 z HK Nitra
- Brązowy medal mistrzostw Słowacji: 2015 z HK Nitra

Indywidualne
- Mistrzostwa Świata w Hokeju na Lodzie 2002:
  - Drugie miejsce w klasyfikacji skuteczności wygrywanych wznowień 67,06%[5]
- Mistrzostwa Świata w Hokeju na Lodzie 2003:
  - Pierwsze miejsce w klasyfikacji asystentów turnieju: 11 asyst
- Sezon KHL (2009/2010):
  - Mecz Gwiazd KHL
  - Drugie miejsce w klasyfikacji asystentów w sezonie zasadniczym: 39 asyst
- Sezon Ekstraliga słowacka w hokeju na lodzie (2013/2014):
  - Pierwsze miejsce w klasyfikacji asystentów w sezonie zasadniczym: 51 asyst
  - Pierwsze miejsce w klasyfikacji kanadyjskiej w sezonie zasadniczym: 67 punktów
  - Pierwsze miejsce w klasyfikacji asystentów w fazie play-off: 11 asyst
  - Pierwsze miejsce w klasyfikacji kanadyjskiej w fazie play-off: 14 punktów

## Odznaczenia
- Krzyż Prezydenta Republiki Słowackiej I Stopnia – 2002[6]
- Medal Prezydenta Republiki Słowackiej – 2003[7]